# Ambrozja (pokarm)
Ambrozja (gr. ἀμβροσία ambrosía) – w mitologii greckiej pokarm bogów. Dawał im nieśmiertelność i wieczną młodość. Wraz z nektarem (napojem o tych samych właściwościach) stanowił ich jedyny pokarm. Podczas uczt na Olimpie roznosili go podczaszowie – Hebe (bogini i uosobienie młodości) i Ganimedes (ulubieniec boga Zeusa).
Źródło ambrozji znajdowało się w ogrodzie Hesperyd, skąd przynosiły ją Zeusowi gołębie, gdy ten ukrywał się przed Kronosem (jego ojcem) pod opieką nimf górskich i kozy Amaltei.
W języku potocznym ambrozja to synonim przysmaku, napoju lub potrawy o wyśmienitym smaku.